# Hipodrom (Stambuł)
Hipodrom, Hipodrom Konstantynopolitański (gr. Ἱππόδρομος τῆς Κωνσταντινουπόλεως, trl. Hippódromos tēs Kōnstantinoupóleōs) – nieistniejący  bizantyjski tor wyścigowy dla koni i rydwanów, obecnie plac w Stambule.

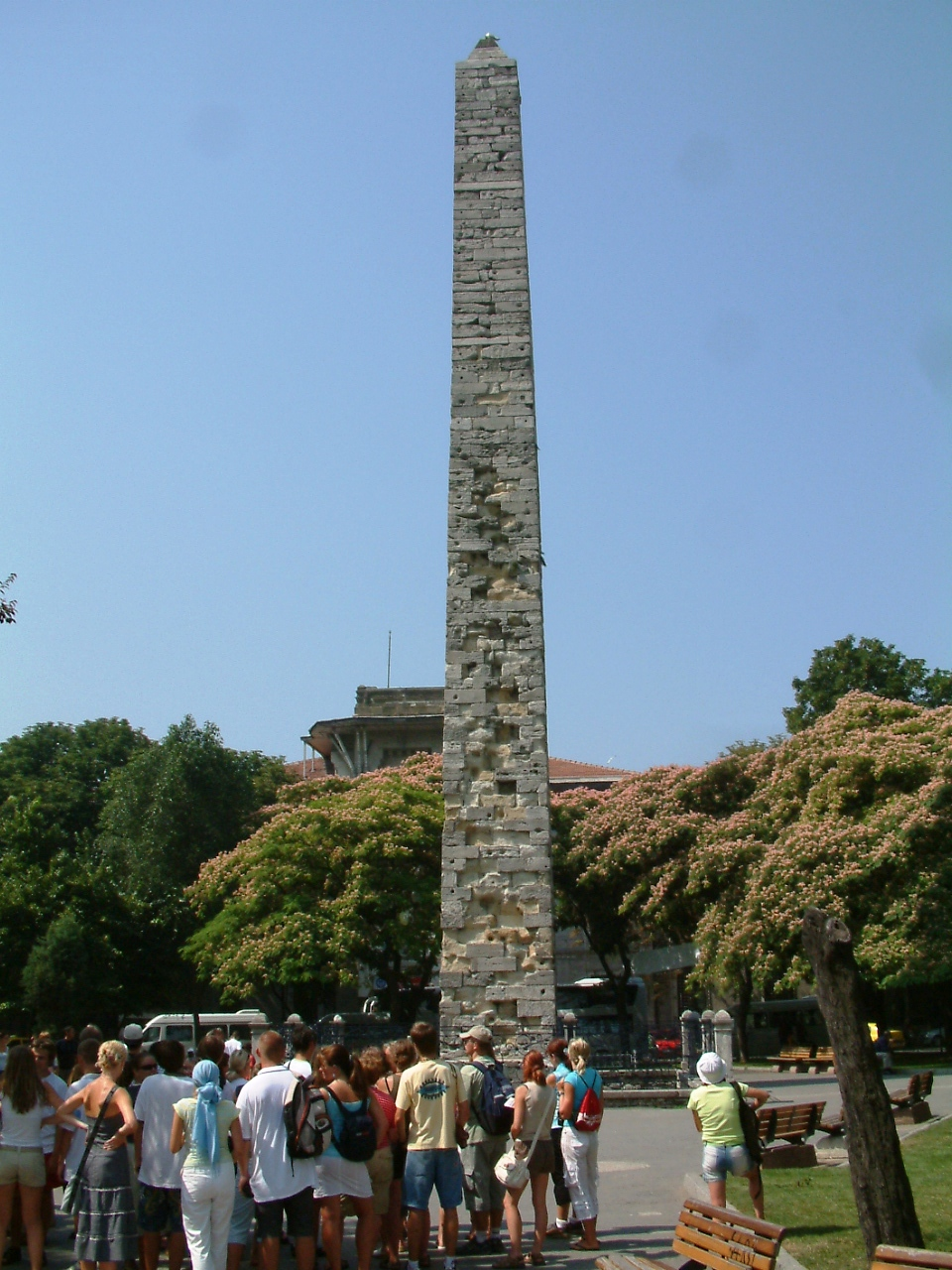
Obelisk Konstantyna

Lokalizacja hipodromu w Konstantynopolu

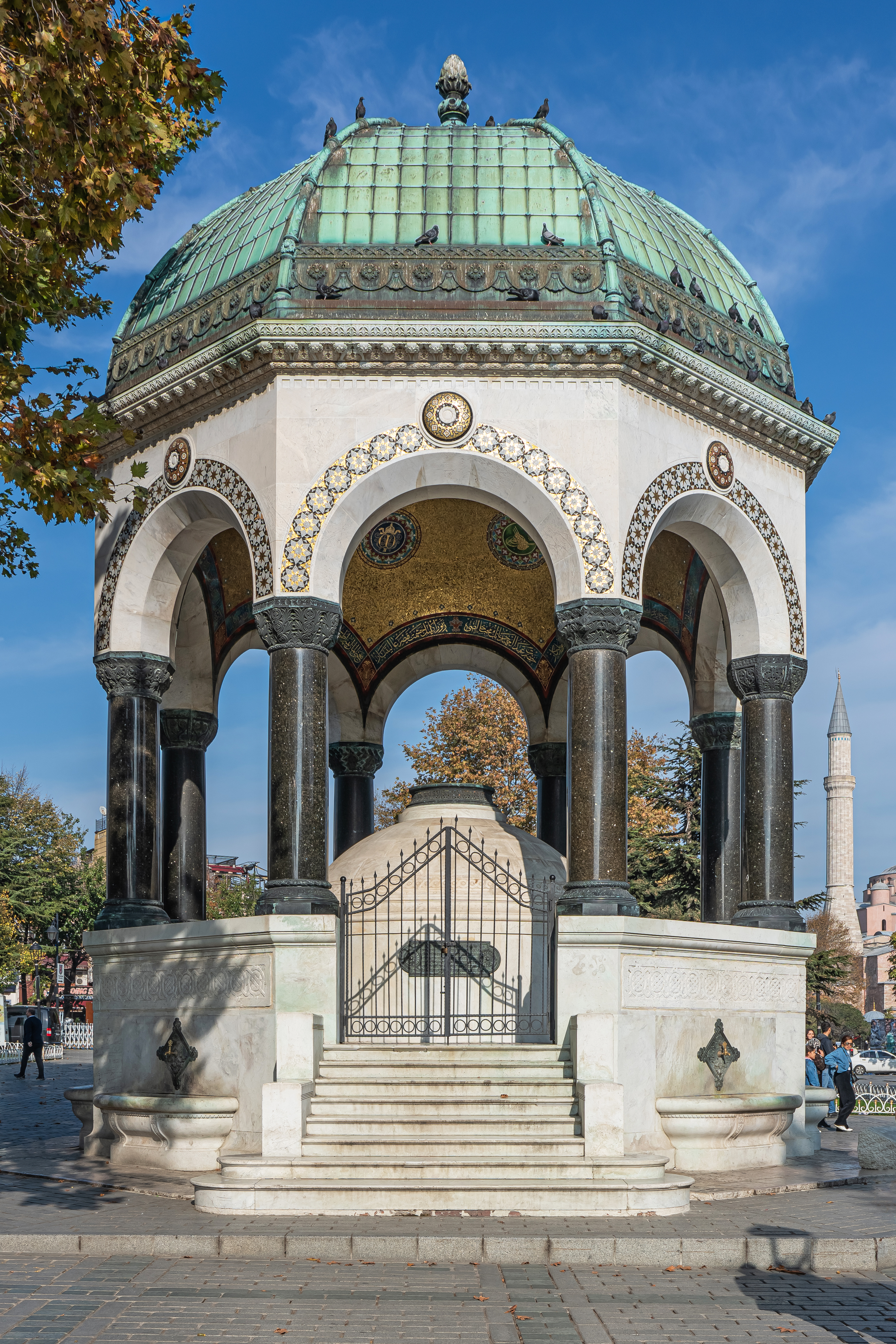
Fontanna Wilhelma II

|  |
|  |
|  |

## Historia
Według szóstowiecznej tradycji budowę hipodromu miał rozpocząć ok. 196 roku Septymiusz Sewer (niektórzy uczeni kwestionują tę datę). Po przeniesieniu stolicy cesarstwa rzymskiego, Konstantyn Wielki, rozbudował i upiększył istniejący budynek cyrku, w którym rozgrywano wyścigi rydwanów. Oficjalna inauguracja budowli odbyła się 11 maja 330 roku – w tym samym dniu, co fundacja samego Konstantynopola. Jedynym zachowanym elementem z tego okresu jest Dikiltaş czyli obelisk faraona Totmesa III, sprowadzony z Egiptu przez Teodozjusza i ustawiony w 390 roku na zbudowanym już cokole. Cokół pokrywają marmurowe płyty ozdobione płaskorzeźbami z wizerunkiem cesarza (przykład wczesnobizantyjskiej sztuki). Przedstawieniom tym towarzyszą inskrypcje greckie i łacińskie ku czci cesarza i jego prefekta Proklusa. Sam obelisk (o wysokości ok. 19 m), pokryty hieroglifami z imieniem Totmesa III i boga Horusa znajdował się przed świątynią w Karnaku i datowany jest na XV w. p.n.e. Pierwotnie obelisk mierzył ok. 30 m, lecz prawdopodobnie został uszkodzony w trakcie transportu.
W środkowej części hipodromu znajduje się Wężowa Kolumna. Według legendy pochodzi ona ze świątyni Apolla w Delfach, skąd została prawdopodobnie sprowadzona przez Konstantyna Wielkiego (pierwsza informacja o sprowadzeniu kolumny przez Konstantyna pochodzi z IX wieku). Została ufundowana przez greckie miasta, po zwycięskiej bitwie pod Salaminą i Platejami. W pewnym momencie kolumnę przekształcono w fontannę. Trzy spiralnie splecione żmije z brązu miały wysokość ok. 8,0 m, obecnie 5,5 m. Głowa jednego węża zaginęła, pozostałych dwóch ocalały, jednak zostały przeniesione do muzeów – jedna do Muzeum Archeologicznego w Stambule, a druga do British Museum w Londynie.
Na południowym krańcu hipodromu znajduje się drugi, kamienny Obelisk Konstantyna o wysokości 32 m. Nie wiadomo, kto i kiedy go ustawił. Najprawdopodobniej pochodzi z IV wieku. Odnowiono go w X wieku za panowania Konstantyna VII Porfirogenety. Być może za panowania Konstantyna VII obelisk ozdobiono złoconymi plombami z brązu. Płyty z brązu wywieziono podczas IV wyprawy krzyżowej w 1204 roku. Podobny los spotkał wówczas rzeźby przedstawiające czwórkę koni, znaną dziś jako "Rumaki Lizypa". Ciągnęły one kwadrygę, a cały zespół rzeźbiarski zdobił lożę cesarską hipodromu. Konie, na polecenie ówczesnego doży Enrico Dandolo, zostały także wywiezione do Wenecji, gdzie ich kopie zdobią dziś Bazylikę św. Marka, a oryginały można podziwiać w Museo Marciano.
Na północnym krańcu hipodromu znajduje się fontanna cesarza Wilhelma II, dar dla dynastii Osmanów. Fontanna została zaprojektowana i wykonana po wizycie cesarza.
W początkowym okresie hipodrom był budowlą o wymiarach 480 m (długość) na 117,0 m (szerokość). Tory, na których rozgrywano wyścigi kwadryg dzieliła spina, a widownia (cavea) mogła pomieścić od 70 do około 100 tysięcy widzów. Za panowania cesarzy bizantyjskich rywalizowały ze sobą cztery fakcje kibicujące poszczególnym jeźdźcom, posiadające jako znak rozpoznawczy własną barwę (niebieski, zielony, biały i czerwony). Fakcje włączyły się w działalność polityczną. Najsilniejszymi fakcjami w Konstantynopolu byli Błękitni (współpracujący z Białymi) oraz Zieloni (współpracujący z Czerwonymi). Poparcie którejkolwiek z drużyn było równoznaczne z opowiedzeniem się za konkretnym ugrupowaniem. W 532 roku na hipodromie doszło do starcia pomiędzy Niebieskimi a Zielonymi, podczas którego zginęło ok. 30 tysięcy osób. Było to tzw. powstanie Nika.
W 1204 roku, po zdobyciu Konstantynopola przez krzyżowców, rozpoczął się proces niszczenia i grabieży miasta, w tym także hipodromu. Za panowania sułtana Ahmeta Camisi wykorzystano pozostały kamień z hipodromu do budowy Błękitnego Meczetu. Zaś sam hipodrom przemianowano na At Meydans, czyli „Koński Plac”.
W 1826 roku na placu doszło do rzezi janczarów zbuntowanych przeciwko edyktowi sułtana Mahmuda II, który postanowił rozwiązać ich korpus. Sułtan Abd-ul-Hamid II został usunięty z tronu po zamieszkach w 1909 roku, które miały tu miejsce.